# Paulo Assis Belo

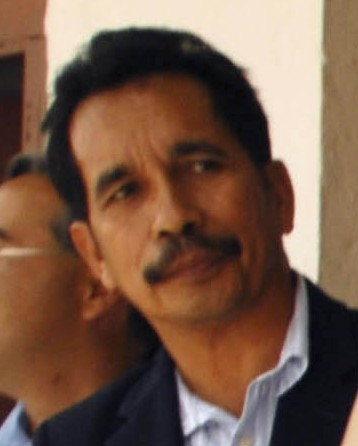
Paulo Assis Belo

Paulo de Assis Belo, Kampfname Funu Mata, ist ein Politiker aus Osttimor. Er ist Mitglied der Partido Democrático (PD).
Im Mai 2000 war Belo der Repräsentant des Conselho Nacional de Resistência Timorense (CNRT), der die Städtepartnerschaft zwischen Baucau und dem portugiesischen Seixal unterzeichnete.
Von 2001 bis 2007 war Belo Abgeordneter des Nationalparlaments Osttimors. Am 12. Mai 2005 wurde er zum Mitglied des nationalen Sicherheitsrates vereidigt. Bei den Parlamentswahlen in Osttimor 2007 stand er auf Platz 9 der Parteiliste. Da Belo aber zum Vizeminister für Bildung berufen und am 8. August 2007 vereidigt wurde, musste er auf seinen Sitz im Parlament verzichten. Bei den Parlamentswahlen 2012 war Belo nicht mehr auf der Wahlliste der PD vertreten. Seine Amtszeit als Vizeminister endete mit Antritt der neuen Regierung am 8. August 2012. 2019 war Belo als Botschafter in Mosambik vorgesehen, seine Ernennung scheiterte aber an Streitigkeiten zwischen Regierung und Staatspräsident Francisco Guterres.
Belo ist Träger des Ordem Nicolau Lobato.